# Mandalasari (Kadungora)
Mandalasari is een bestuurslaag in het regentschap Garut van de provincie West-Java, Indonesië. Mandalasari telt 6704 inwoners (volkstelling 2010).